# ステファン・シミッチ
ステファン・シミッチ（Stefan Simić、1995年1月20日 - ）はチェコのサッカー選手。チェコ代表。SDエイバル所属。ポジションはディフェンダー。

## 経歴
プリイェドル出身でセルビア人の父と、ザグレブ出身でクロアチア人の母との間にプラハで生まれ、6歳のときにSKスラヴィア・プラハの下部組織に入る。
その後2012年よりジェノアCFCに1年半所属した後、ACミランに移籍した。
2014年夏に、セリエBのヴァレーゼ・カルチョSSDに期限付き移籍。シーズンを通して17試合に出場した。2015-16シーズンは怪我のため序盤を欠場した。。その後、HNKハイドゥク・スプリトへの移籍が決まりかけるが、フィリップ・メクセスが怪我をしたためその代役としてミランに残留した。
2016-17シーズンはジュピラー・プロ・リーグのロイヤル・エクセル・ムスクロンに期限付き移籍。
2017年8月31日、FCクロトーネへ期限付き移籍した。
2018-19シーズンはミランに復帰し、ELのメンバーに名を連ね
、F91デュドランジュ戦に出場した。
2019年1月24日、フロジノーネ・カルチョに期限付き移籍。
2023年9月12日、SDエイバルへ移籍し、1年契約を結んだ。

## 代表経歴
チェコの各世代別代表を経て、2017年11月11日、カタール代表との親善試合でチェコ代表デビューを飾った。

## タイトル
ハイドゥク・スプリト
- フルヴァツキ・ノゴメトニ・クプ : 2回 (2021-22, 2022-23)